# 大石晃子
大石 晃子（おおいし あきこ、1977年〈昭和52年〉5月27日 - ）は、日本の政治家。れいわ新選組所属の衆議院議員（2期）。れいわ新選組共同代表兼政策審議会長。元大阪府職員。
政治活動では名前表記を「あきこ」と平仮名にしている。

## 経歴
大阪府大阪市出身。大阪市立塩草小学校、大阪府立北野高等学校、大阪大学工学部卒業。同大学院工学研究科環境工学専攻修士課程修了。修士論文は「地域の循環形成を促進する循環型産業開発事業の計画に関する調査研究」。2002年、大阪府庁入庁。
2008年1月27日に行われた大阪府知事選挙に橋下徹が自民党府連の推薦を受けて立候補して初当選すると、3月13日に橋下は「30歳以下の若手職員約330人」を対象に、初めての朝礼を行った。挨拶の中で橋下は、当初、始業前の朝礼を提案したものの、府幹部から「始業前の朝礼は超過勤務になる」と指摘されたことを明かし、「ならば勤務時間中のたばこ休憩や私語は全部減額させてもらう」と職員に向かって述べた。これに対し大石は立ち上がり、「（私達が）どれだけサービス残業をやっていると思っているのですか。あなたはきれいなことを言っているが、職員の団結をバラバラにするようなことを言っている」と批判、抗議した。このことは大手新聞で報じられ、映像がテレビなどで流されて話題となった。
2018年10月末に大阪府庁を退職した。退職の理由として、平成30年台風第21号で大阪府咲洲庁舎が被害を受けた2日後に、府知事の松井一郎が日本維新の会の党務を優先して沖縄県知事選挙の応援のため大阪を離れたことを挙げた。
2019年4月、大阪府議会議員選挙に淀川区選挙区から無所属（社会民主党・新社会党推薦）で立候補するも落選した。
2020年2月21日、れいわ新選組の山本太郎代表は次期衆院選に向け、大阪5区に大石を擁立すると発表した。2021年10月31日執行の第49回衆議院議員総選挙に、大阪5区かられいわ新選組公認で立候補した。小選挙区では公明党の國重徹、日本共産党の宮本岳志に次ぐ3位に終わるも、重複立候補していた比例近畿ブロックで28議席中最下位の28位でれいわ新選組が1議席を獲得し、名簿順位1位の5人の中で最高の惜敗率だった大石が議席を確保して初当選した。衆議院予算委員会に所属する。
2022年12月18日、れいわ新選組の代表選挙に櫛渕万里との共同陣営として立候補したが、山本に敗れ落選。翌19日、山本は大石と櫛渕を党共同代表に指名した。
2023年11月30日、駐日パレスチナ常駐総代表部大使（正式な外交関係がある国の特命全権大使に相当）ワリード・アリ・シアムの表敬訪問を受けた。
2024年10月27日執行の第50回衆議院議員総選挙に、大阪5区かられいわ新選組公認で立候補。小選挙区では日本維新の会の梅村聡、公明党の國重徹に次ぐ3位に終わるも、比例復活で再選。

## 政策・主張

### 憲法
- 憲法改正について、2021年の毎日新聞社のアンケートで「反対」と回答[14]。

- 憲法9条の改正について、2021年の毎日新聞社のアンケートで「改正には反対だ」と回答[14]。9条への自衛隊の明記について、同年のNHKのアンケートで「反対」と回答[15]。

- 憲法を改正し緊急事態条項を設けることについて、2021年の毎日新聞社のアンケートで「反対」と回答[14]。

### 外交・安全保障
- 「他国からの攻撃が予想される場合には敵基地攻撃もためらうべきではない」との問題提起に対し、2021年のアンケートで「反対」と回答[16]。

- 「北朝鮮に対しては対話よりも圧力を優先すべきだ」との問題提起に対し、2021年のアンケートで「反対」と回答[16]。

- 普天間基地の辺野古移設について、2021年のアンケートで「反対」と回答[16]。

- 徴用工訴訟などの歴史問題をめぐる日韓の関係悪化についてどう考えるかとの問いに対し、2021年の毎日新聞社のアンケートで「より柔軟な態度で臨む」と回答[14]。

### ジェンダー
- 選択的夫婦別姓制度の導入について、2021年のアンケートで「賛成」と回答[16]。

- 同性婚を可能とする法改正について、2021年のアンケートで「賛成」と回答[16]。

- 「LGBTなど性的少数者をめぐる理解増進法案を早期に成立させるべきか」との問題提起に対し、2021年のアンケートで「賛成」と回答[16]。

- クオータ制の導入について、2021年の毎日新聞社のアンケートで「賛成」と回答し[14]、同年NHKのアンケートで「どちらかと言えば賛成」と回答[15]。

### 経済・雇用・教育等
- 消費税の廃止を主張している[17]。
- ガソリン税ゼロを主張している[18]。
- 国費投入による、社会保険料負担の軽減を主張している[17]。
- 治水・災害対策、断熱性が高い公的住宅の整備、グリーンな再生可能エネルギーへのシフトなど公共事業を増やす、としている[17]。
- 原発の廃止を主張している[17]。
- カジノ誘致に反対[17]。
- 水道民営化に反対[17]。
- “安定雇用1000万人”を掲げ、“希望する人に安定した雇用を保障”する、としている[17]。
- 介護・保育従事者全員の月給10万円アップを主張している[17]。
- 児童手当を2倍にし、1人あたり3万円の子ども手当にする、と掲げている[17]。
- 学校の統廃合はやめ、教員の大幅増員で、20人以下の少人数学級実現を掲げている[17]。
- 高校、大学の無償化について所得制限をなくすことに、2021年のアンケートで「賛成」と回答[14]。

### その他
- 「原子力発電への依存度について今後どうするべきか」との問題提起に対し、2021年のアンケートで「ゼロにすべき」と回答[15]。
- 森友学園への国有地売却をめぐる公文書改竄問題で、2021年5月6日、国は「赤木ファイル」の存在を初めて認めた[19]。しかし5月13日、菅義偉首相はファイルの存在を踏まえた再調査を行わない考えを報道各社に書面で示した[20]。9月の自民党総裁選挙で総裁に選出された岸田文雄も10月11日、衆議院本会議の代表質問で再調査の実施を否定した[21]。国の対応をどう考えるかとの同年の毎日新聞社のアンケートに対し「さらに調査や説明をすべきだ」と回答[14]。
- 大阪都構想に反対[17]。
- ヘイトスピーチ禁止条例の制定を提言している[17]。
- 第49回衆議院議員総選挙が10月31日に執行され、初当選議員の文書通信交通滞在費が1日でも満額の月100万円支払われたことついて日本維新の会、自由民主党、公明党、立憲民主党、国民民主党、日本共産党などの政党が問題視し日割りとする動きがある中で、大石は「維新を倒すための戦費として私は100万円でも何でも使います」と満額を受け取る意向を示した[22]。

## 人物

### 国会での活動
- 2022年6月1日、衆議院予算委員会で、鬼の面や紐に繋がれた犬の写真を提示して[23]岸田文雄首相を「資本家の犬、財務省の犬」「飼い主を間違えたら駄目だ」と批判した。予算委員長の根本匠から言葉遣いに気をつけるように注意を受けたが[24]、のちに自身のTwitterで同じ文言を再度発信した[25]。
- 2023年2月28日、衆議院本会議での2023年度当初予算案の採決時、れいわ新選組の櫛渕万里とともに牛歩戦術を展開した。細田博之議長が速やかな投票を何度も求め「1分以内に投票しないと棄権と見なす」と通告をすると、大石は壇上に立ち「この愚か者めが」などと叫び、反対の意思を示した[26]。櫛渕は投票したが、大石は既に投票箱が閉鎖されており、投票できず棄権となった[27]。
- 2024年10月1日、衆議院本会議での首相指名選挙で登壇して投票する際、「能登の補正予算を」「裏金隠しの解散やめろ」と書かれた紙を掲げ、「被災者は投票なんかできません」「なんで補正予算を組まないんだ」「粛々でいいんですか？」「混乱させなきゃだめなんだ」などと主張し、数分にわたって壇上から降りなかった。額賀福志郎議長から降壇を呼びかけられたり、演台で物品を掲げる行為は禁止されている旨を告げられても応じなかった。最終的には額賀議長に「強制降壇」を命じられた複数の衛視により強制的に降壇させられた[28][29]。10月2日には、自民党や日本維新の会などの各党が、懲罰動議を衆院に提出した[30]。

### 訴訟
- 2021年12月17日の日刊ゲンダイDIGITAL及び夕刊紙「日刊ゲンダイ」の掲載記事中で、大石は、知事当時の橋下徹に触れて「気に入らない記者は袋叩きにする」「飴と鞭でマスコミをDVして服従させていた」と記載。2022年3月、橋下は、大石と発行元の株式会社日刊現代に対し、記事によって社会的評価を強く低下させられたとして、計300万円の損害賠償を求めて大阪地方裁判所に提訴した[31]。2024年1月31日、大阪地裁は「論評の域を出ない」として名誉毀損を認めず、橋下側の請求を棄却した。判決理由で小川嘉基裁判長は、意に沿わない記者を攻撃したり取材を拒否したりしたという指摘は「重要な部分が真実」と認定。「DVと評するのが適切といえるかはおくとしても、原告の人身攻撃に及ぶものではなく、違法性を欠く」とした[32]。判決後、橋下の事務所は取材に対し「コメントは出さない」と回答した[33]。9月26日、大阪高裁は1審判決を支持し、橋下の控訴を棄却した[34]。
- 2019年12月、大石はジャーナリストの伊藤詩織がTBSテレビ記者の山口敬之から性的被害を受けたと訴えていた問題に関連し、山口が伊藤を反訴したことについて「1億円超のスラップ訴訟を伊藤さんに仕掛けた、人を暴力で屈服させようという思い上がったクソ野郎」などとtwitterに投稿。山口は大石の投稿で名誉を傷つけられたとして880万円の賠償を求め提訴した[35]。2023年7月18日、東京地裁はツイートはいずれも「重要な部分は真実と認められる」と判断しつつ、「全体として人身攻撃に及んでおり、意見・論評の域を超えている」として名誉棄損を認め、大石に22万円の賠償と投稿の削除を命じる判決を言い渡した[36]。2024年3月13日、東京高裁は「直ちに人身攻撃となり、意見や論評の域を逸脱したとは断じられない」として、一審判決を取り消し、山口の請求を棄却した[37]。

### その他
- 全日本建設運輸連帯労働組合（通称：連帯ユニオン）所属議員らで構成される連帯ユニオン議員ネットから推薦を受けており、同労組の関西地区生コン支部執行委員長である武建一らの逮捕を、権力による不当な弾圧であると主張している[38]。
- 連帯ユニオン近畿地本傘下の、連帯ユニオン関西ゼネラル支部 十三市民病院分会に所属する分会員である[39][40]。
- デイリー新潮には、「彼女が中核派の正規メンバーだったかどうかは別として、過去に活動を共にしていたことがあるのは事実。中核派の集会やデモにも積極的に参加していました」との関西の活動家の証言、「彼女（大石）は中核派で活動していた時期があり、恐れを知らない闘争本能は、そこで培われたものだと……」との政治部記者の証言が記載されている一方で、中核派関係者の証言として「現状で、我々から大石さんに接近したりあの党（れいわ）と連携したりなんてことはあり得ないでしょう」とも記載されている[41]。
- 高校時代は柔道部に所属（初段）。
- 夫との間に1女。
- 趣味はママさんバレー[42]。

## 選挙歴
| 当落 | 選挙                     | 執行日         | 年齢 | 選挙区             | 政党         | 得票数    | 得票率 | 定数 | 得票順位 /候補者数 | 政党内比例順位 /政党当選者数 |
| ---- | ------------------------ | -------------- | ---- | ------------------ | ------------ | --------- | ------ | ---- | ------------------ | ---------------------------- |
| 落   | 2019年大阪府議会議員選挙 | 2019年4月7日   | 41   | 大阪市淀川区選挙区 | 無所属       | 1万3702票 | 19.48% | 2    | 3/3                | /                            |
| 比当 | 第49回衆議院議員総選挙   | 2021年10月31日 | 44   | 大阪府第5区        | れいわ新選組 | 3万4202票 | 17.07% | 1    | 3/4                | 1/1                          |
| 比当 | 第50回衆議院議員総選挙   | 2024年10月27日 | 47   | 大阪府第5区        | れいわ新選組 | 2万6789票 | 12.27% | 1    | 3/5                | 1/2                          |

## 不祥事等

### 政治資金規制法違反
2023年、政治資金団体「大石あきこと歩む会」が提出した政治資金収支報告書において、記載すべき収入約450万円の不記載を行っていたことが発覚した。本件について、言論プラットフォームのアゴラは、2024年10月、「裏金追及で大活躍のれいわ大石あきこ議員が裏金で追及される」という記事を掲載し、他党の政治資金収支報告書の記載不備等の追及で「大活躍」している大石自身も記載漏れがあった事が発覚し、SNSを中心に「大炎上」していることを公表した。また、同記事では不記載額が1,280万円であったとする指摘や収支報告書の内容に「黒塗り」部分が含まれているとするSNS上の意見とともに「人の黒塗りはだめでも自分の黒塗りはよいのでしょうか。」と指摘した。

## 著書

### 単著
- 『「都構想」を止めて大阪を豊かにする5つの方法』アイエス・エヌ、2020年4月3日。ISBN 978-4909363077。
- 『維新ぎらい』講談社〈講談社現代新書〉、2022年6月15日。ISBN 9784065282984。

### 共訳書
- 『99%のための経済学: コービンが率いた英国労働党の戦略』堀之内出版、2021年1月20日。ISBN 978-4909237569。
- 『グリーン・ニューディールを勝ち取れ』那須里山舎、2021年11月30日。ISBN 978-4909515056。